# Lorraine Moller
Lorraine Moller, född 1 juni 1955 i Putaruru, Nya Zeeland, är en nyzeeländsk friidrottare inom maraton- och långdistanslöpning.
Hon tog OS-brons i maraton vid friidrottstävlingarna 1992 i Barcelona.